# Antilia (edificio)
Antilia es una residencia privada situada en Bombay, India. Es propiedad de Mukesh Ambani, presidente de Reliance Industries y tiene seiscientos empleados para mantenerla. Se considera la segunda propiedad residencial más cara del mundo, tras el Palacio de Buckingham, que es propiedad gubernamental. Es por tanto la propiedad residencial privada más cara del mundo, valorada en 689 millones de dólares.

## Etimología
El nombre de Antilia procede de una isla mitológica homónima situada en el océano Atlántico.

## Construcción

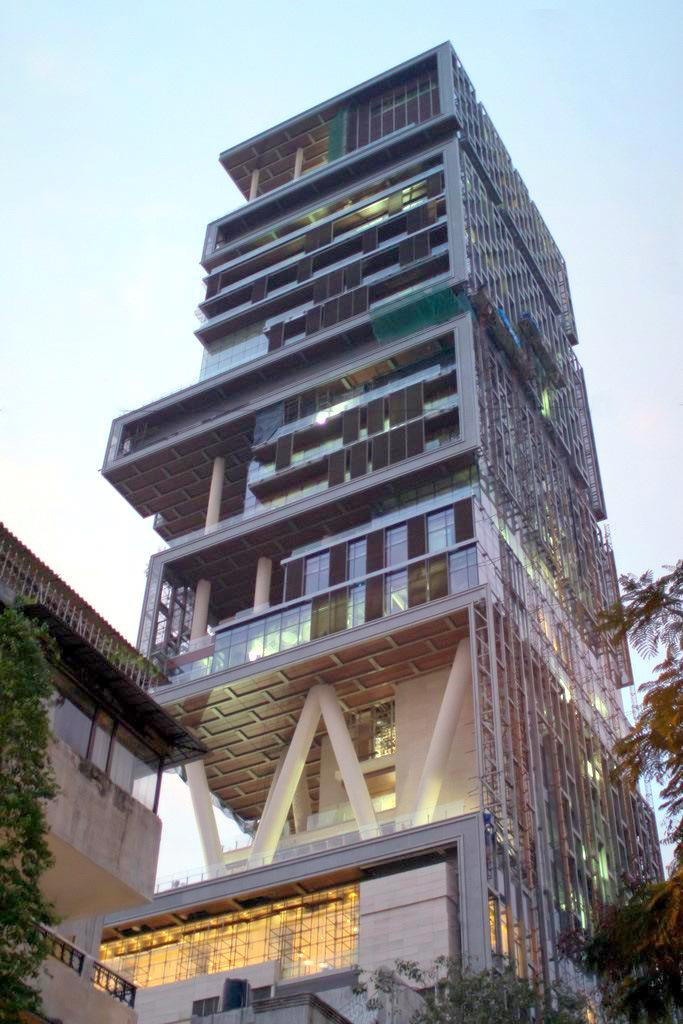
Antilia vista desde Altamount Road.

Antilia fue diseñada por los arquitectos de Chicago Perkins and Will, y construida por la empresa australiana Leighton Holdings. La casa tiene veintisiete plantas con techos extra-altos (otros edificios de altura equivalente podrían tener hasta sesenta plantas). El edificio fue diseñado para resistir un terremoto de magnitud 8 en la escala de Richter.

### Controversia
En 2005, el terreno donde se sitúa fue comprado por una empresa controlada por Mukesh Ambani, Muffin-Antilia Commercial Private Limited, al Currimbhoy Ebrahim Khoja Trust, incumpliendo la sección 51 del Waqf.
Antiguamente, este terreno era propiedad del orfanato Currimbhoy Ebrahim Khoja Yateemkhana. Esta institución benéfica había vendido el terreno asignado para la educación de niños khoja necesitados a Antilia Commercial Private Limited en julio de 2002 por 210,5 millones de rupias (US$ 3,1 millones). El valor de mercado del terreno en ese momento era de al menos 1500 millones de rupias (US$ 22 millones).
El ministro de Waqf Nawab Malik se opuso a esta venta, al igual que el departamento de hacienda del Gobierno de Maharashtra. Por tanto, se emitió una orden de suspensión sobre la venta del terreno. El consejo del Waqf también se opuso inicialmente al acuerdo y presentó una demanda de interés público en el Tribunal Supremo impugnando la venta. El Tribunal Supremo, aunque desestimó la petición, pidió al consejo del Waqf que presentara la demanda en el Tribunal Superior de Bombay. Sin embargo, se levantó la suspensión sobre la venta después de que el consejo del Waqf retirara sus objeciones tras recibir una cantidad de 1,6 millones de rupias (US$ 24 000) de Antilia Commercial Pvt Ltd y emitiera un Certificado de No Objeción.
En 2007 el gobierno de Prayagraj dijo que el edificio era ilegal porque el dueño del terreno, el Consejo del Waqf, no tenía derecho a venderla, ya que una propiedad Waqf no se puede vender ni transferir. Ambani obtuvo posteriormente un Certificado de No Objeción del Consejo del Waqf tras pagar 1,6 millones de rupias y empezó su construcción. En junio de 2011, el gobierno indio pidió al gobierno de Maharashtra que considerara remitir el asunto a la Oficina Central de Investigación.
En cuanto a los tres helipuertos, la Armada India dijo que no permitiría la construcción de helipuertos en edificios de Bombay, mientras que el Ministerio de Medio Ambiente, tras unas declaraciones de Awaaz Foundation, dijo que los helipuertos incumplen las leyes locales sobre ruido. También se ha afirmado que la construcción del aparcamiento era ilegal.
En 2011 se desveló que Ambani aún no se había trasladado al edificio, aunque ya estaba finalizado, por temor a la «mala suerte». Según Basannt R. Rasiwasia, un experto en Vastu shastra, el edificio no se ajusta a los requisitos del Vastu. Sin embargo, Ambani confirmó posteriormente que su familia había vivido allí desde septiembre de 2011.

## Coste y valoración
Los medios de comunicación indios han afirmado con frecuencia que Antilia es la casa más cara del mundo, con un coste entre 1000 y 3000 millones de dólares. Thomas Johnson, director de marketing del estudio de arquitectura Hirsch Bedner Associates (consultado por Reliance durante el diseño del edificio) dijo a la revista Forbes que la residencia había costado casi 2000 millones de dólares.
En junio de 2008, el The New York Times publicó que su construcción costaría entre cincuenta y setenta millones de dólares, pero que costaría un total de casi mil millones incluido el precio del terreno en el que se iba a construir.

## Recepción pública
| Es una muestra formidable de riqueza, que posiciona a los magnates de los negocios como los nuevos marajás de la India. —Hamish McDonald, autor de Ambani & Sons: A History of the Business |

Algunos indios están orgullosos de esta «ostentosa casa», mientras que otros lo ven «vergonzoso en un país en el que muchos niños pasan hambre». Dipankar Gupta, sociólogo de la Universidad Jawaharlal Nehru de Nueva Delhi, opinó que «una riqueza así puede ser inconcebible», no solo en Bombay, «que contiene algunos de los peores poblados chabolistas de Asia», sino también en un país con el 42 por ciento de todos los niños malnutridos de menos de cinco años del mundo.
El antiguo presidente del Tata Group Ratan Tata dijo que Antilia es un ejemplo de la falta de empatía de los multimillonarios indios hacia los pobres. Tata también dijo: «La persona que vive allí debería de preocuparse sobre lo que ve a su alrededor y preguntarse si puede cambiarlo. Si no, entonces es triste porque este país necesita personas que dediquen parte de sus enormes riquezas a buscar maneras de mitigar la pobreza que tiene una gran parte de la población».
El activista y arquitecto Arundhati Roy se preguntó si al llamar a su torre Antilia, la «esperanza de Ambani es romper sus vínculos con la pobreza y miseria de su país y elevar una nueva civilización».